# Helfer
Helfer es una palabra alemana que se traduce como "asistente", y la palabra se usaba como rango político militar del Partido Nacionalsocialista entre los años de 1938 y 1945. El rango de helfer era un puesto menor del Cuerpo de Liderazgo Político, solo por encima de anwärter. Un helfer del Partido Nacionalsocialista se desempeñaba típicamente como asistente menor de un funcionario superior. El rango fue creado al principio para reemplazar el antiguo rango de blockleiter; sin embargo, una expansión masiva de las filas del Partido Nacionalsocialista en 1938 asignó los antiguos deberes del blockleiter a un rango conocido como arbeitsleiter. El rango de helfer luego se convirtió en un puesto de asistente de rangos más altos.
La insignia de un helfer consistía en un parche de cuello marrón con un águila y una esvástica, y una o dos rayas en la parte inferior de la lengüeta del cuello. Una sola franja denota el rango de helfer, mientras que dos franjas denotan la posición más alta de oberhelfer. El rango de helfer también era común en los grupos de estudiantes, generalmente en manos del líder de una célula estudiantil local que respondía a un líder del Partido Nacionalsocialista local. En la película Die Weiße Rose, un personaje conocido como studentenführer ocupa el rango de helfer. El rango de helfer dejó de existir en 1945.

## Insignia

Helfer del Partido Nazi.
Helfer de la Cruz Roja Alemana.
Vorhelfer de la Cruz Roja Alemana.